# آلاکازام بزرگ
 آلاکازام بزرگ عنوان پویانمایی است ژاپنی با ژانر خیال‌پردازی به کارگردانی دایساکو شیراکاوا. این فیلم محصول سال ۱۹۶۰میلادی است.